# زایمان در مکزیک
زایمان در مکزیک (انگلیسی: Childbirth in Mexico)
در تاریخ اولیه خود، مکزیک توسط تعداد زیادی از قبایل بومیان مانند مردم مایا و آزتک‌ها اشغال شده بود. در قرن شانزدهم، اسپانیا به اسپانیای نو حمله کرده و سرزمین را از مردم بومی تصرف کرد. اگرچه اکنون این کشور یک ملت مستقل است، مکزیک همچنان تأثیرات فرهنگی زیادی از اسپانیا دارد، از جمله مذهب رسمی کلیسای کاتولیک، زبان زبان اسپانیایی، و اهمیت شاه نر - باور به برتری مردان بر زنان. مکزیک همچنین بسیاری از باورهای سنتی مردم بومی که نخستین بار در این کشور سکونت داشتند را حفظ کرده است. به‌جز زبان اسپانیایی، در حال حاضر بیش از یکصد زبان مختلف در کشور صحبت می‌شود. در نتیجه، نظام سلامت کنونی این کشور ترکیبی از تکنیک‌های پزشکی سنتی و جهان غرب است.
باورهای سنتی مانند Susto، که به معنای ترس از بیماری است، زمانی اتفاق می‌افتد که جان از بدن خارج شده و به اطراف می‌رود. باور بر این است که زنان بیشتر از مردان به این مشکل دچار می‌شوند. امپچو، یا بی‌نظمی عملکردهای بدن، اغلب با تهوع حاملگی در بارداری مرتبط است زیرا باور بر این است که نوزاد انرژی بیشتری به فرایند هاضمه می‌آورد. چشم‌زخم یکی دیگر از علل مهم بیماری‌ها است که به تولد مربوط می‌شود. باور بر این است که اگر کسی با تحسین یا حسادت به کسی نگاه کند، او خود به بیماری دچار خواهد شد.
در مکزیک، تقریباً ۴۶٫۲٪ از جمعیت زیر خط فقر قرار دارند، امید به زندگی ۷۶٫۷ سال است، که ۷۳٫۹ سال برای مردان و ۷۹٫۶ سال برای زنان است. ۹۵٫۸٪ از جمعیت سواد دارند. در کشور، مرگ‌ومیر نوزادان نسبت به دیگر کشورها پایین است، مکزیک در رتبه ۱۲۷ با ۱۰٫۷ مرگ در هر هزار تولد قرار دارد، و مرگ مادر نیز پایین است، با رتبه ۱۰۸ در مقایسه با دیگر کشورها و نسبت ۳۳ مرگ در هر ۱۰۰٬۰۰۰ تولد زنده. میزان استفاده از پیشگیری از بارداری در کشور حدود ۶۶٫۹٪ است که کمی بیشتر از دیگر کشورها است.

## بارداری
مکزیک گروه‌های بومی متنوع، تأثیرات فرهنگی و وضعیت‌های جامعه‌شناسی اقتصادی مختلفی دارد که همه بر نتایج بهداشتی تأثیر می‌گذارند. با این حال، در میان همه گروه‌ها، بارداری خوش‌آمد گفته می‌شود. اکثریت بارداری ناخواسته منجر به سقط جنین می‌شود. علاوه بر این، اطلاعات کمی در مورد آموزش مسائل جنسی دریافتی توسط زنان از طبقات اجتماعی-اقتصادی مختلف و مناطق جغرافیایی مختلف وجود دارد که ممکن است بر رفتارها و باورهای بارداری تأثیر بگذارد. فرهنگ سنتی باور دارد که بارداری یک مقدس است. این باور به فرهنگ کاتولیک پس از دوران کلمبیا که امروزه در مکزیک رایج است منتقل شده است. فرهنگ تولد سنتی تحت تأثیر باورهای تعادل گرم و سرد در بدن است. این تعادل باید در طول بارداری و فرایند زایمان حفظ شود. برای حفظ تعادل، زنان از خوردن غذاهای «گرم» در دوران بارداری خودداری می‌کنند زیرا آبستنی یک رویداد «گرم» در نظر گرفته می‌شود. علاوه بر این، زنان در تلاش برای باردار شدن به اجتناب از سطوح سرد مانند میزهای معاینه پزشکی توصیه می‌شوند، زیرا باور بر این است که این سطوح باعث استریلیتی یا ناباروری می‌شوند.
تفاوت اصلی در رفتارهای بارداری به وضعیت اقتصادی-اجتماعی مربوط می‌شود. این موضوع تأثیر زیادی بر نگرش زنان نسبت به بارداری، میزان مراقبت‌هایی که در دوران بارداری دریافت می‌کنند و تغییرات سبک زندگی آنها در این دوران دارد. زنان تشویق می‌شوند که در دوران بارداری از کارهای سنگین خودداری کنند و برخی از آنها تشویق می‌شوند که به‌طور کلی از کار خود دست بکشند تا بارداری و زایمان سالمی داشته باشند. در دوران بارداری، اکثریت زنان مراقبت‌های دوران بارداری دریافت می‌کنند. آخرین آمار بانک جهانی دربارهٔ مراقبت‌های دوران بارداری در مکزیک نشان داد که ۹۸٫۵٪ از زنان به دنبال دریافت مراقبت‌های دوران بارداری هستند، در حالی که ۹۴٫۳٪ از زنانی که مراقبت‌های دوران بارداری دریافت کرده‌اند، حداقل چهار بار به پزشک مراجعه کرده‌اند (۲۰۲۰). در حالی که اکثریت عظیم زنان مراقبت دریافت می‌کنند، این مراقبت‌ها معمولاً ثابت نبوده و در بین طبقات اجتماعی-اقتصادی متفاوت است. زنان با وضعیت اقتصادی-اجتماعی بالاتر احتمالاً به جایگاه پزشک عمومی مراجعه می‌کنند تا همتایان خود. به‌طور تاریخی، زنان بیشتر احتمال دارد که مراقبت‌های دوران بارداری را دیرتر در دوران بارداری دریافت کنند، به طوری که بسیاری از زنان مراقبت‌ها را تا اوایل trimester دوم دریافت نمی‌کنند. داده‌هایی که جزئیات نیازهای مراقبت‌های دوران بارداری مدرن را شکسته شود، باید جمع‌آوری گردد.
علاوه بر حفظ تعادل گرم و سرد و اجتناب از کار، تغییرات دیگری در سبک زندگی وجود دارد که ممکن است زنان در دوران بارداری خود انجام دهند. زنان تشویق می‌شوند که در دوران بارداری خود زیاد پیاده‌روی کنند و اغلب با مادر یا مادربزرگ‌های خود برای راحتی یا مشاوره صحبت کنند. حمایت خانوادگی قوی با نتایج بهداشتی بهبود یافته در بارداری مرتبط است، زیرا خانواده به‌طور سنتی بسیار از زن باردار حمایت می‌کند.

## نیروی کار
اخیراً رئیس‌جمهور مکزیک، آندرس مانوئل لوپز اوبرادور، استفاده از Seguro Popular (بیمه عمومی) را حذف کرد. این بیمه به تمامی شهروندان مکزیکی ارائه می‌شد اما به‌طور معمول توسط شهروندان با درآمد پایین استفاده می‌شد؛ حالا رئیس‌جمهور به شهروندان دسترسی به موسسه سلامت برای رفاه (به اسپانیایی: Instituto de Salud para el Bienestar, INSABI) را فراهم کرده است. دسترسی به مراقبت‌ها در بسیاری از موارد محدود است و به قدری که برخی از اعضای جمعیت به نوعی مراقبت و گزینه‌هایی دسترسی دارند که دیگران ندارند. شهروندانی که در شهرهای کوچک یا محدوده روستایی زندگی می‌کنند، کمترین احتمال را برای دریافت مراقبت‌های بهداشتی مناسب دارند، زیرا بیمارستان‌های کمی در این مناطق وجود دارند یا به درستی تجهیز نشده‌اند. مؤسسات بهداشتی خصوصی برای کسانی که می‌توانند هزینه آن را بپردازند، در دسترس هستند، و مؤسسات بهداشتی عمومی بزرگی که می‌توانند به افرادی که واجد شرایط ثبت‌نام در برنامه‌های خود هستند، خدمات ارائه دهند. بیمارستان‌های مادرانه، چه عمومی و چه خصوصی، معمولاً در شهرهای بزرگ در دسترس هستند، در حالی که بیمارستان‌های عمومی نیز در مناطق روستایی موجودند. معمولاً تعداد روزهایی که زنان پس از زایمان در بیمارستان می‌مانند در هر مورد متفاوت است. در سال ۱۹۸۷ بیش از ۸۰٪ از زایمان‌ها در مکزیک تحت مراقبت ماماهای سنتی و تجربه‌گرایی‌ها انجام می‌شد.

## زایمان
مراقبان زایمان می‌توانند شامل انواع مختلفی از ارائه‌دهندگان خدمات باشند، از جمله پزشک عمومی (GP)، پرستاری زایمان (ON)، ماماهای حرفه‌ای (PM) و ماماهای سنتی (TBA). ONها و PMها به‌طور گسترده‌ای در محیط بیمارستان مورد استفاده قرار نمی‌گیرند و پزشکان ۸۷٪ از مراقبت‌های زایمان را در مکزیک ارائه می‌دهند. آموزش و نتایج هر حرفه به شرح زیر است. شایستگی‌های مورد حمایت سازمان جهانی بهداشت برای مراقبان زایمان ماهر، ۴۳٪ توسط آموزش پزشکان عمومی، ۵۴٪ توسط آموزش پرستاران زایمان و ۸۹٪ توسط آموزش ماماهای حرفه‌ای برآورده می‌شود. پرستار زایمان در سطح دانشگاه آموزش می‌بیند در حالی که ماماهای حرفه‌ای باید آموزش متوسطه را به اتمام برسانند و سپس یک برنامه آموزشی ۳ ساله برای ماماها را گذرانده باشند. مطالعه‌ای در سال ۲۰۱۱ نشان داد که ماماهای حرفه‌ای معمولاً نتایج بهتری نسبت به پزشکان عمومی و پرستاران زایمان دارند، که احتمالاً به دلیل آموزش شبیه به کارآموزی آن‌هاست. پزشکان عمومی و پرستاران زایمان به استفاده بیشتر از برش میان‌دوراه و اکسی‌توسین مرتبط هستند.
ماماهای سنتی دارای سطوح مختلفی از آموزش هستند. ماماهای سنتی معمولاً در مناطق دورافتاده بومی زندگی می‌کنند و دانش آن‌ها از طریق سنت‌های شفاهی منتقل می‌شود. ماماهای سنتی آموزش‌دیده معمولاً در برخی از برنامه‌های آموزشی مؤسسه‌ای شرکت کرده‌اند. ماماهای سنتی بدون مهارت، فاقد دانش نسل به نسل ماماهای بومی هستند و آموزش ماماهای آموزش‌دیده را ندارند. در حالی که تعداد کلی زایمان‌های بیمارستانی و مراقبت‌های زایمانی پزشک‌محور در سال‌های اخیر افزایش یافته است، مرگ و میر مادرانه تغییر قابل توجهی نداشته است. این به این دلیل است که در ایالت‌های روستایی، کمی بیش از ۴۰٪ از زایمان‌ها هنوز در خانه رخ می‌دهد، چه با مراقب زایمان ماهر و چه بدون آن؛ مکزیک یکی از کشورهایی است که بیشترین تعداد سزارین‌ها در آن انجام می‌شود، به طوری که ۳۰٪ بیشتر از میزان توصیه شده توسط سازمان جهانی بهداشت است. علاوه بر این، درمانگاه‌های روستایی معمولاً توسط پزشکان عمومی یا دانشجویان پزشکی اداره می‌شوند، که اغلب فاقد تجربه یا تخصص در زمینه زایمان هستند. حدود ۵۳٫۱٪ از زایمان‌های موسسه‌ای از طریق واژینال انجام می‌شود، در حالی که ۴۶٫۹٪ از آن‌ها از طریق سزارین یا برنامه‌ریزی شده است. بسیاری از پزشکان زایمان‌ها را به گونه‌ای برنامه‌ریزی می‌کنند که مادر بتواند آماده شود و به موقع به بیمارستان برسد. در زایمان‌های سنتی‌تر، به زنان اجازه داده می‌شود که در هر وضعیتی که برایشان راحت‌تر است زایمان کنند و بسیاری از آن‌ها وضعیت زایمان اسکوات را انتخاب می‌کنند. در برخی موارد، همسر زن ممکن است در حین فشار آوردن او را بگیرد.
مدیریت درد در میان زنان متغیر است، با نرخ‌های بالاتر استفاده از مدیریت درد دارویی در زایمان‌های بیمارستانی. این موضوع در بخش مربوط به زایمان بیشتر توضیح داده شده است. پس از خروج نوزاد از بدن، یک ماما ممکن است در میان پاهای مادر بایستد تا از خروج حرارت بارداری جلوگیری کند که باعث از تعادل خارج شدن دمای بدن می‌شود. پس از زایمان جفت، معمولاً جفت برای بررسی کامل بودن کنار گذاشته می‌شود. وجود جفت باقی‌مانده می‌تواند منجر به مداخله پزشکی بیشتر شود. اگر زایمان در خانه انجام شود، مراقب زایمان ممکن است مادر را برای درمان مشکلات مربوط به جفت باقی‌مانده به یک درمانگاه یا بیمارستان ببرد. به‌طور سنتی، جفت جنین در خانه دفن می‌شود، جفت یک پسر زیر ایوان و جفت یک دختر در نزدیکی اجاق دفن می‌شود.

## دوران پس از زایمان
دیدارهای دوران پس از زایمان اغلب شامل برنامه‌ریزی خانواده و آموزش است؛ هنوز باورهایی مشابه در میان مردم وجود دارد دربارهٔ اثرات مضر پیشگیری از بارداری. به ویژه چون باروری در فرهنگ بسیار ارزشمند است، بارداری به عنوان هدیه‌ای از سوی خدا در نظر گرفته می‌شود. در عمل سنتی، بر این باورند که رژیم غذایی مادر در دوران پس از زایمان باید فقط شامل مرغ، تورتیلاهای سوخته، قهوه و آتوله (نوشیدنی بر پایه ذرت و آرد) باشد و هیچ چیزی که از نظر دما سرد باشد مجاز نیست. تغییرات در پزشکی مدرن محدودیت‌های کمتری دارند، از جمله رژیم غذایی متنوع‌تر و شیر. بزرگ‌ترین مراسم پس از زایمان در مکزیک ایده cuarentena (محصوریت پس از زایمان) است. این یک دوره چهل‌روزه استراحت پس از زایمان است که زنان باید از حمام کردن، برقراری رابطه جنسی و در برخی موارد از دوری از اجتماع خودداری کنند. بستگان خانواده (به‌ویژه بستگان زن) باید به مادر کمک کنند تا در امور آشپزی، نظافت و مراقبت از فرزندان بزرگتر مادر کمک کنند در حالی که او استراحت می‌کند. محدودیت‌های رژیم غذایی در طول cuarentena شامل عدم مصرف فلفل، ادویه‌ها، غذاهای سرد، ماهی، گوشت خوک و مرکبات است. این عمل را می‌توان به زمان‌های باستانی (کتاب لاویان ۱۲ در انجیل) ردیابی کرد و همچنان تحت تأثیر فرهنگ کاتولیک در جمعیت ادامه دارد. بسیاری از ماماها به زنان آموزش می‌دهند که بازگشت سریع به فعالیت‌های عادی را تمرین کنند به جای رعایت cuarentena. عدم رعایت cuarentena به عنوان عاملی برای ایجاد بیماری، نازایی، عفونت و حتی مرگ تصور می‌شد.
در بیمارستان‌های خصوصی، بیماران معمولاً یک هفته پس از ترخیص برای معاینه کامل بررسی می‌شوند. آن‌ها پس از یک ماه از دوره پس از زایمان برای بازدیدهای پیگیری برنامه‌ریزی خانواده دیده می‌شوند و سپس زنان تشویق می‌شوند تا پس از پایان cuarentena، معاینات واژینال سالانه انجام دهند. آی‌یودی‌ها (آی‌یودی) محبوب‌ترین روش‌های پیشگیری از بارداری هستند که در این دیدارها وارد می‌شوند. قیم‌مآبی یک اصل و عمل فرهنگی مهم است که در دوران پس از زایمان نیز خود را نشان می‌دهد زیرا مردان معمولاً در تصمیم‌گیری‌های مربوط به اینکه چه نوع پیشگیری از بارداری استفاده شود، اگر استفاده شود، نقش پررنگی دارند.